# Väinö Auer

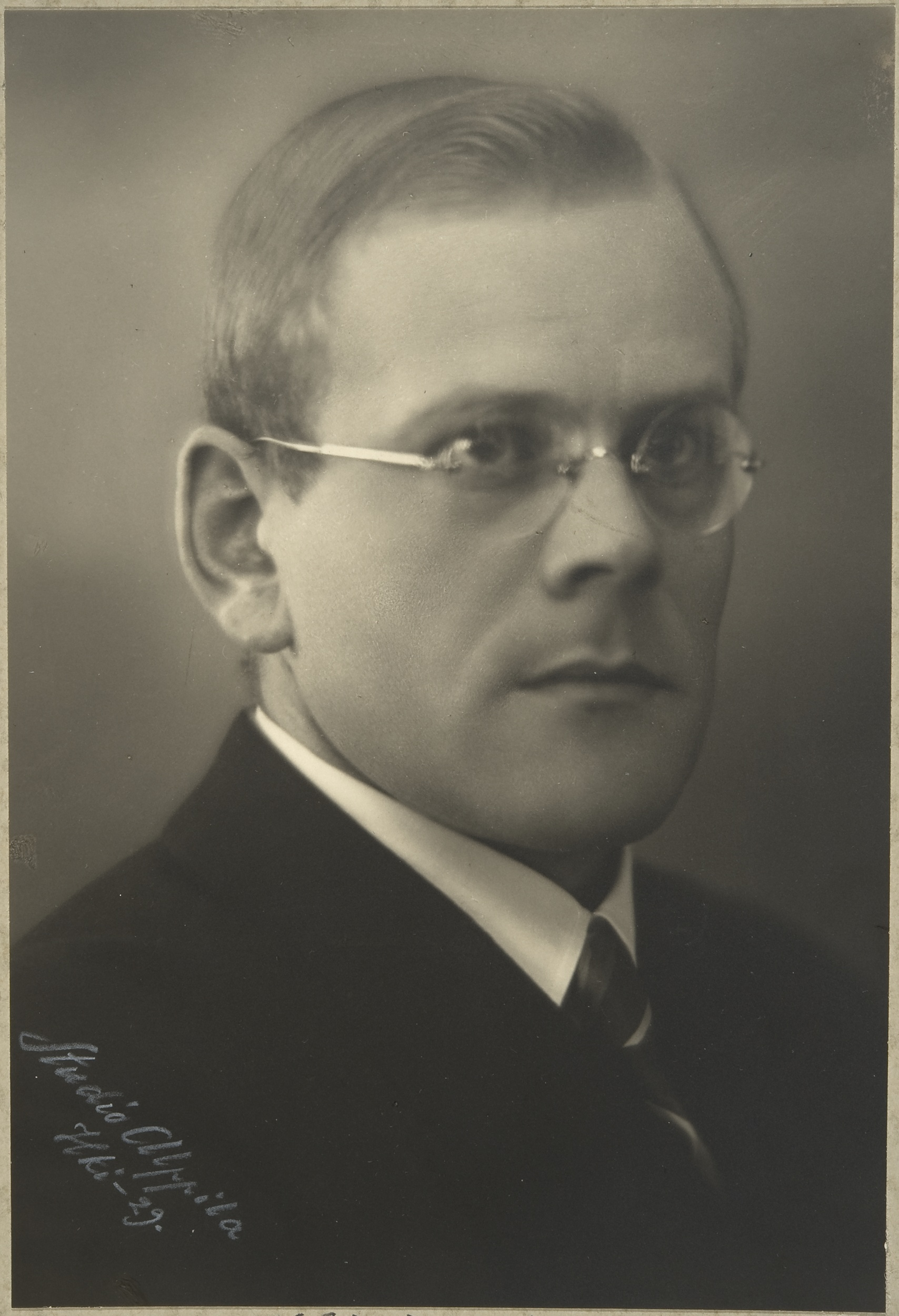
Väinö Auer im Jahr 1929.

Väinö Auer (* 7. Januar 1895 in Helsinki; † 20. März 1981, ebenda) war ein finnischer Geologe und Geograph, der hauptsächlich aufgrund seiner Erkundung Patagoniens und Feuerlands bekannt ist.
Auer studierte an der Universität Helsinki, sein Studium wurde jedoch aufgrund des finnischen Bürgerkriegs, an dem er teilnahm, unterbrochen. 1923 wurde er promoviert, 1929 erhielt er einen Lehrstuhl für Geographie.
Finanziert von der Universität unternahm Auer zwei Forschungsreisen, die erste führte ihn 1928–29 nach Feuerland, die zweite 1937–38 nach Patagonien. Er wirkte mit bei dem 1941 erschienenen Werk Finnlands Lebensraum.
Nach dem Zweiten Weltkrieg zog Auer ganz nach Argentinien und widmete sich seinen Studien. Daneben fungierte er als Berater der argentinischen Regierung, vor allem bei der Besiedelung und Kolonisation der südlichen Gebiete des Landes.
1953 kehrte Auer schließlich nach Finnland zurück, wo er zunächst einen Lehrstuhl für Geographie (1953–1957), später für Geologie und Paläontologie (1957–1963) erhielt.
Neben seinen Forschungen in Argentinien widmete sich Auer der Erforschung des Phänomens der fortschreitenden Wüstenbildung. Er legte Hochmoor-Biotope an und gilt als Begründer der Tephrochronologie, einer Methode der Datierung anhand der Analyse pyroklastischer Schichten.